# البيت الأبيض (مترو باريس)
البيت الأبيض (بالفرنسية: Maison Blanche)‏ هي محطة مترو تابعة لمترو باريس تقع في فرنسا في الدائرة الثالثة عشرة في باريس.